# 560522 Gombaszögi
560522 Gombaszögi è un asteroide della fascia principale. Scoperto nel 2012, presenta un'orbita caratterizzata da un semiasse maggiore pari a 3,1488785 au e da un'eccentricità di 0,0720579, inclinata di 10,32573° rispetto all'eclittica.
L'asteroide è dedicato all'attrice ungherese Ella Gombaszögi.